# Hl. Dreifaltigkeit (Seelze)

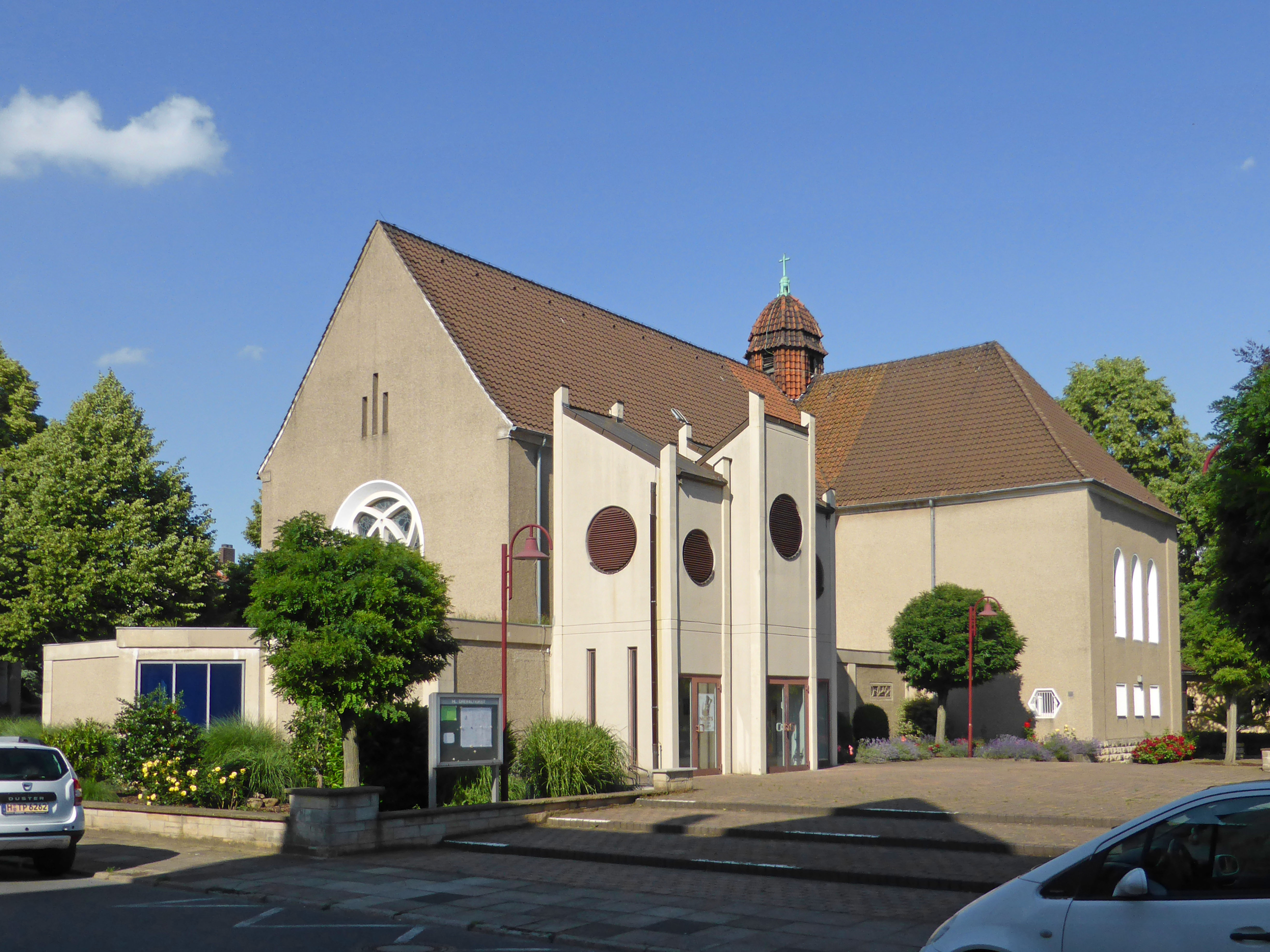
Pfarrkirche Heilige Dreifaltigkeit von Südwesten

Hl. Dreifaltigkeit ist die katholische Pfarrkirche in Seelze, einer Stadt in der Region Hannover in Niedersachsen. Ihre gleichnamige Pfarrgemeinde gehört zum Dekanat Hannover des Bistums Hildesheim. Die nach der Dreifaltigkeit, einer Glaubenswahrheit der katholischen Kirche, benannte Kirche befindet sich in der Südstraße 9 (Ecke Hindenburgstraße).

## Geschichte

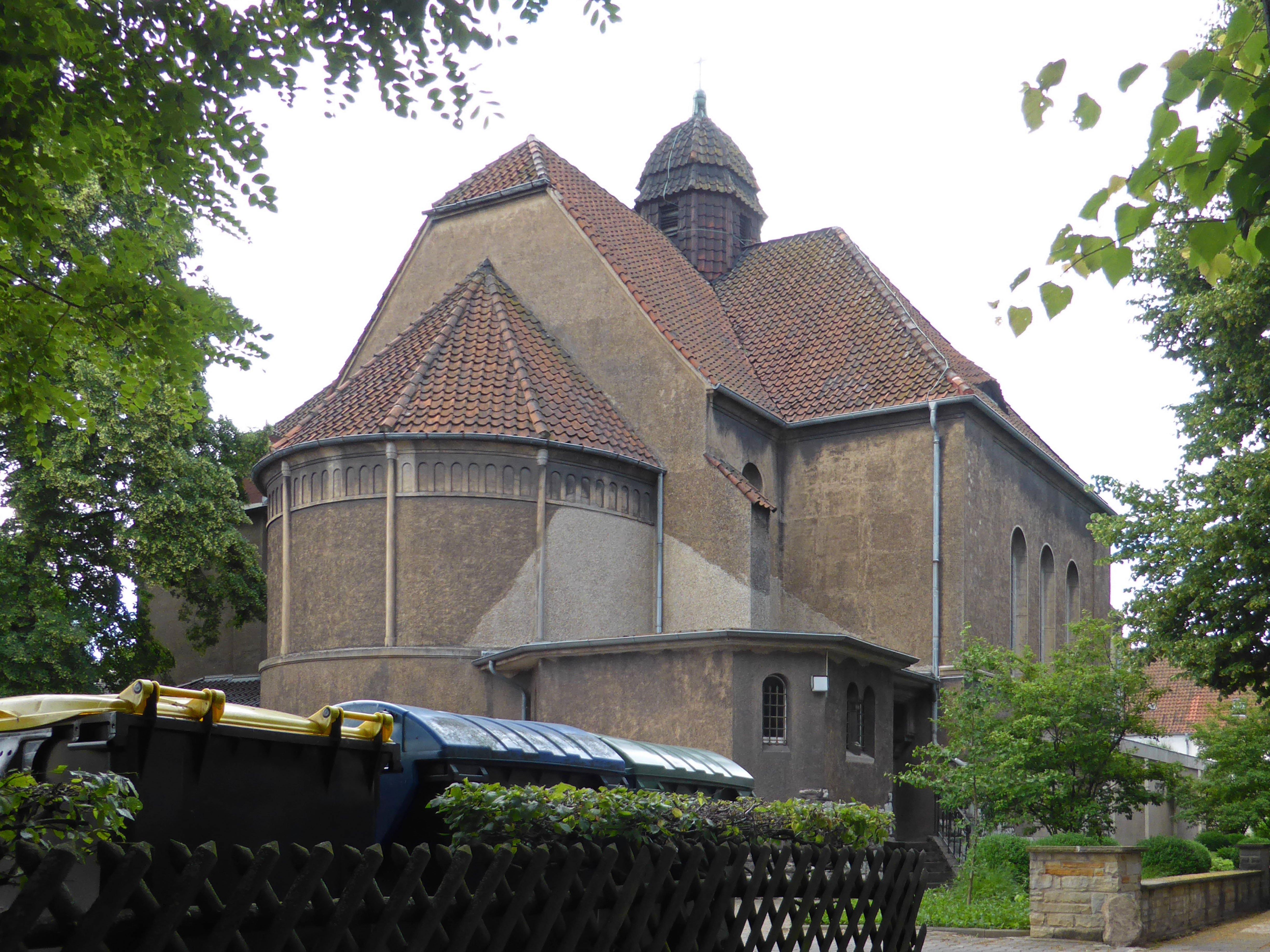
Kirche von Nordosten

Ab etwa 1900 ließen sich im seit der Reformation evangelisch-lutherischen Seelze wieder Katholiken in größerer Zahl nieder. Ausgelöst wurde dies durch den erhöhten Bedarf an Arbeitskräften, zunächst in der Landwirtschaft, bald auch in der ab 1902 errichteten Chemiefabrik Riedel-de Haën, und im von 1906 bis 1909 erbauten Rangierbahnhof. Auch der Bau des Mittellandkanals brachte ab etwa 1910 weitere Arbeiter in den Raum Seelze. Die Katholiken in Seelze gehörten zunächst zur Gemeinde „St. Benno“ in Hannover.
Bereits 1908 wurde das Kirchenbaugrundstück erworben. Im Juni 1910 fand im Saal der Gaststätte „Alter Krug“ die erste Heilige Messe in Seelze nach der Reformation statt. 1911 wurde zunächst eine Notkirche eingerichtet, sie befand sich in einer ehemaligen Tischlerwerkstatt an der Südstraße.
Am 20. April 1913 erfolgte die Grundsteinlegung der Kirche, damals lebten im Raum Seelze etwa 500 Katholiken. Schon am 28. September 1913 folgte die Weihe der Kirche durch Bischof Adolf Bertram.
Im Zweiten Weltkrieg wurde die Kirche durch Bombenabwürfe beschädigt, denen auch die Glocke und die 1940 eingebaute erste Orgel zum Opfer fiel. 1944 kamen vorübergehend Evakuierte aus dem katholisch geprägten Rheinland nach Seelze. Im Herbst 1945 ließ sich mit Karl Hildebrandt († 1982) der erste Priester in Seelze nieder, bis dahin wurde die Kirche von „St. Benno“ betreut. In der Nachkriegszeit vergrößerte sich die Anzahl der Katholiken in Seelze durch den Zuzug von Flüchtlingen und Heimatvertriebenen aus den Ostgebieten des Deutschen Reiches erheblich. 1947 wurden auf dem Dachboden der Kirche zwei Stahlglocken aufgehängt. Am 1. Dezember 1954 wurde die Kirchengemeinde (Kuratiegemeinde) Seelze errichtet, am 1. Januar 1962 wurde sie zur Pfarrei erhoben. Im Oktober 1969 fand das Richtfest für den Anbau statt, da die Kirche für die gewachsene Gemeinde inzwischen zu klein geworden war. 1970 wurde der Anbau fertiggestellt, der die Kapazität der Kirche erheblich erweitert hat. Die beiden Glocken wurden jetzt aus Sicherheitsgründen in einem niedrigen Glockenschuppen untergebracht. Zur Pfarrei kamen inzwischen auch Gastarbeiter, ab den 1980er Jahren auch Aussiedler und Spätaussiedler hinzu. 1995 wurde der Grundstein für den heutigen Glockenturm neben der Kirche gelegt, 1996 folgte seine Fertigstellung.
Seit dem 1. November 2006 gehört zur Pfarrgemeinde „Hl. Dreifaltigkeit“ auch die Kirche „Maria Rosenkranz“ in Letter, deren Pfarrgemeinde in diesem Zusammenhang aufgelöst wurde.
Zur Pfarrgemeinde „Hl. Dreifaltigkeit“ gehört auch der Seelzer Stadtteil Lathwehren, in dem sich das inzwischen profanierte Kirchhaus „St. Antonius“ befand. Dieses Kirchhaus gehörte jedoch nicht zur Pfarrgemeinde „Hl. Dreifaltigkeit“, sondern zur heute nicht mehr bestehenden Kirchengemeinde „St. Matthias“ in Groß Munzel.

## Architektur und Ausstattung
Die geostete Kirche bietet 236 Besuchern Sitzplätze, weitere 12 Sitzplätze befinden sich in der vom Kirchenschiff aus erreichbaren Marienkapelle. Der Innenraum erhielt 2001 durch Gerd Winner seine heutige künstlerische Gestaltung. Die Orgel wurde 1983 von Hans Gerd Klais (Johannes Klais Orgelbau GmbH & Co. KG) errichtet und 1996 erweitert, ihr Erhalt wird durch den „Förderverein Konzertorgel Seelze e.V.“ unterstützt.

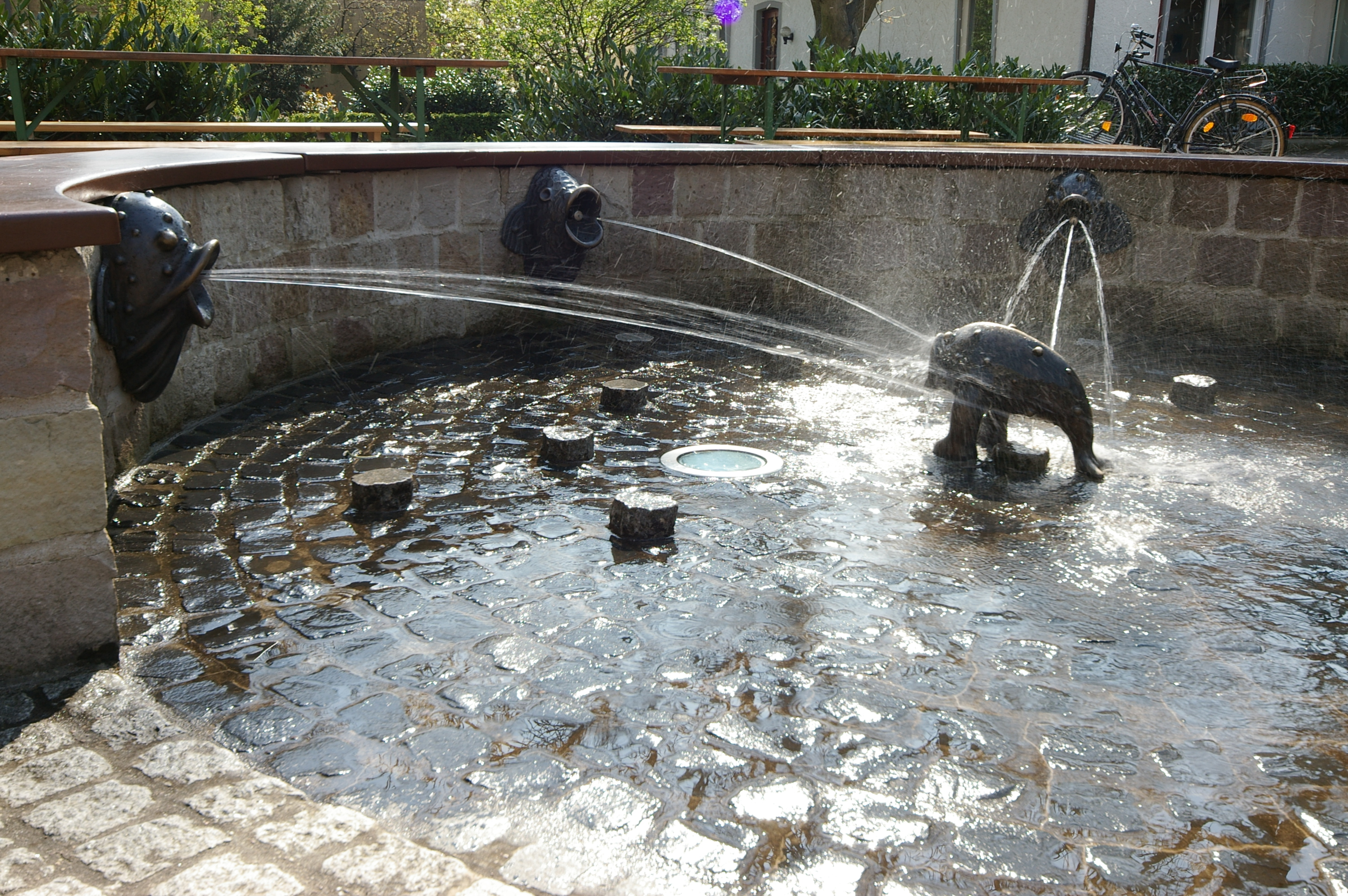
Fischbrunnen

An den Platz vor dem Eingang der Kirche ist ein Brunnen mit Fischmotiven eingebaut, Künstler und Jahr sind nicht angegeben.

## Weitere katholische Einrichtungen im Einzugsgebiet der Kirche
- Kindertagesstätte „St. Michael“ (neben der Kirche)[2]